# Список депутатов Верховного Совета РСФСР V созыва
Список депутатов Верховного Совета РСФСР V созыва
Верховный Совет РСФСР согласно Конституциям 1937 и 1978 годов является высшим органом государственной власти РСФСР. После изменения названия государства (декабрь 1991 г.) — Верховный Совет Российской Федерации.
Депутаты ВС РСФСР избирались по территориальным избирательным округам сначала по норме представительства, охватывавшей определенную численность населения. В связи с ростом населения росло и число депутатов ВС РСФСР, поэтому было решено установить твердую численность ВС РСФСР. По Конституции 1978 г. он состоял из 975 депутатов.
Согласно ст. 104 Конституции, ВС РСФСР правомочен решать все вопросы, отнесенные Конституцией СССР и Конституцией РСФСР к ведению РСФСР. Его исключительными правами были: принятие Конституции РСФСР, внесение в неё изменений, представление на утверждение ВС РСФСР образования новых автономных республик и автономных областей в составе РСФСР, утверждение государственных планов экономического и социального развития РСФСР, государственного бюджета РСФСР и отчетов об их исполнении, образование подотчетных ВС РСФСР органов. Законы РСФСР принимались либо ВС РСФСР, либо референдумом, проводимым по решению ВС РСФСР. ВС РСФСР проводил две сессии в год продолжительностью два-три дня. ВС РСФСР образовывал постоянные комиссии, которые работали в течение более длительного срока.
Депутаты Верховного Совета РСФСР V созыва работали с 1959 по 1963 годы.
Всего было избрано 835 депутатов.
| # А Б В Г Д Е Ё Ж З И К Л М Н О П Р С Т У Ф Х Ц Ч Ш Щ Э Ю Я |

## А
1. Абдразяков, Абдулхак Асвянович, Татарская АССР
2. Агафонов, Вениамин Максимович, Куйбышевская область
3. Адамова, Александра Фёдоровна, Ленинградская область
4. Адушинова, Полина Алексеевна, Иркутская область
5. Азаренков, Владимир Кириллович, Красноярский край
6. Акулова, Екатерина Григорьевна, Томская область
7. Алейникова, Зинаида Тихоновна, Белгородская область
8. Александров, Александр Петрович, Сталинградская область
9. Александров, Михаил Николаевич, Иркутская область
10. Александрова, Елизавета Михайловна, Москва
11. Алексеев, Евгений Тимофеевич, Ивановская область
12. Алексеева, Анна Григорьевна, Москва
13. Алексеева, Анна Ивановна, Смоленская область
14. Алексеенко, Иван Иванович, Липецкая область
15. Алёшина, Анна Дмитриевна, Ивановская область
16. Алиев, Гаджи-Касум Шихмурзаевич, Дагестанская АССР
17. Аликин, Николай Васильевич, Пермская область
18. Алиханова, Марьям Шарифовна, Дагестанская АССР
19. Алмазов, Ильяс Абдулаевич, Чечено-Ингушская АССР
20. Алтухова, Татьяна Захаровна, Воронежская область
21. Андриянова, Александра Ивановна, Мордовская АССР
22. Андросов, Георгий Иванович, Омская область
23. Анкудинов, Александр Васильевич, Тувинская автономная область
24. Аношин, Василий Иванович, Пензенская область
25. Антонов, Василий Иванович, Ставропольский край
26. Антюхов, Василий Семёнович, Брянская область
27. Аристов, Аверкий Борисович, Воронежская область
28. Артемьев, Василий Фёдорович, Московская область
29. Артоболевский, Иван Иванович, Москва
30. Асташова, Раиса Павловна, Амурская область
31. Атяшкин, Назар Калистратович, Алтайский край
32. Афанасьев, Евгений Семёнович, Псковская область
33. Афанасьев, Сергей Александрович, Ленинград
34. Ахазов, Тимофей Аркадьевич, Чувашская АССР
35. Ашеко, Степан Сергеевич, Новосибирская область
36. Аюшеева, Цыпилма Аюшеевна, Бурятская АССР

## Б
1. Бабичева, Евдокия Осиповна, Новосибирская область
2. Базайченко, Зинаида Ефимовна, Ростовская область
3. Байкина, Александра Яковлевна, Оренбургская область
4. Байков, Иван Иванович, Ленинград
5. Банников, Николай Васильевич, Куйбышевская область
6. Банникова, Мария Алексеевна, Оренбургская область
7. Баранов, Максим Григорьевич, Ростовская область
8. Баранов, Михаил Михайлович, Костромская область
9. Баранов, Фёдор Павлович, Калининская область
10. Бардина, Нина Алексеевна, Амурская область
11. Баскаков, Сергей Алексеевич, Пермская область
12. Баскакова, Нина Фёдоровна, Ивановская область
13. Бастрыкина, Анна Кирилловна, Новосибирская область
14. Батанов, Николай Яковлевич, Башкирская АССР
15. Батицкий, Павел Фёдорович, Москва
16. Беднов, Николай Филиппович, Ростовская область
17. Белобородов, Афанасий Павлантьевич, Саратовская область
18. Белоглазов, Сергей Андреевич, Костромская область
19. Белослудцева, Галина Мартемьяновна, Тюменская область
20. Белоусова, Анфиса Прохоровна, Чувашская АССР
21. Белоусова, Елена Юлиановна, Курская область
22. Белохонов, Афанасий Сёменович, Краснодарский край
23. Белых, Иван Александрович, Свердловская область
24. Белышева, Мария Александровна, Пермская область
25. Беляк, Константин Никитович, Воронежская область
26. Белякова, Екатерина Фёдоровна, Горьковская область
27. Белякова, Зинаида Сергеевна, Калининская область
28. Беляшина, Анна Павловна, Калининградская область
29. Бердникова, Екатерина Михайловна, Москва
30. Бец, Мария Евсеевна, Псковская область
31. Бирюков, Алексей Сергеевич, Приморский край
32. Бирюков, Иван Ильич, Горьковская область
33. Бичурина, Наиля Абдрахмановна, Татарская АССР
34. Бобков, Иван Васильевич, Рязанская область
35. Бобкова, Варвара Егоровна, Красноярский край
36. Бобровник, Поликарп Агапович, Приморский край
37. Богачёв, Иван Николаевич, Свердловская область
38. Божко, Иван Васильевич, Ставропольский край
39. Бойко, Василий Романович, Свердловская область
40. Бойкова, Анна Петровна, Ленинград
41. Болдырёв, Владимир Афанасьевич, Ростовская область
42. Бондарева, Анна Фёдоровна, Ростовская область
43. Борейко, Емельян Иванович, Смоленская область
44. Борисенко, Анатолий Семёнович, Ярославская область
45. Борисов, Александр Филиппович, Ростовская область
46. Борисов, Кирилл Ильич, Приморский край
47. Борисова, Мария Егоровна, Орловская область
48. Бородкин, Пётр Иванович, Кемеровская область
49. Бочвар, Андрей Анатольевич, Ленинград
50. Бочкарёв, Александр Панкратьевич, Саратовская область
51. Брагин, Дмитрий Васильевич, Тамбовская область
52. Брежнев, Леонид Ильич, Новосибирская область
53. Бродовский, Пётр Александрович, Тульская область
54. Булычёва, Татьяна Васильевна, Брянская область
55. Бурдакова, Александра Петровна, Алтайский край
56. Буров, Иван Михайлович, Куйбышевская область
57. Бутусов, Сергей Михайлович, Москва
58. Бухаров, Александр Семёнович, Московская область
59. Быков, Алексей Николаевич, Краснодарский край
60. Быков, Василий Фёдорович, Амурская область
61. Быков, Константин Михайлович, Ленинград

## В
1. Вакуленко, Марина Владимировна, Алтайский край
2. Валиханова, Роза Абдрахмановна, Челябинская область
3. Валуйский, Николай Тихонович, Воронежская область
4. Варенцов, Сергей Сергеевич, Удмуртская АССР
5. Васильев, Василий Васильевич, Калининская область
6. Васильев, Владимир Петрович, Ульяновская область
7. Васильев, Иван Фролович, Томская область
8. Васильева, Лидия Кузьминична, Кемеровская область
9. Васильева, Лидия Михайловна, Владимирская область
10. Васькин, Василий Тимофеевич, Саратовская область
11. Васягин, Семён Петрович, военный избирательный округ
12. Ватутин, Фёдор Егорович, Хабаровский край
13. Вахнин, Николай Дмитриевич, Коми АССР
14. Вашура, Пётр Владимирович, Ростовская область
15. Ведерникова, Павла Андреевна, Кировская область
16. Величкин, Михаил Семёнович, Краснодарский край
17. Веретенников, Александр Павлович, Башкирская АССР
18. Весёлов, Сергей Степанович, Московская область
19. Веселовский, Евгений Анисимович, Мордовская АССР
20. Виницкая, Елизавета Павловна, Челябинская область
21. Виноградов, Николай Аркадьевич, Москва
22. Власенко, Леонид Андреевич, Вологодская область
23. Власенко, Нина Борисовна, Сталинградская область
24. Волкова, Екатерина Ивановна, Вологодская область
25. Волкодав, Василий Алексеевич, Ставропольский край
26. Володина, Александра Ивановна, Новгородская область
27. Воробьёв, Александр Акимович, Томская область
28. Воробьёв, Николай Николаевич, Алтайский край
29. Воронин, Константин Никитович, Челябинская область
30. Воронин, Павел Андреевич, Москва
31. Воронов, Иван Емельянович, Архангельская область
32. Воронов, Феодосий Денисович, Челябинская область
33. Воронова, Анастасия Васильевна, Челябинская область
34. Вороновский, Николай Анатольевич, Дагестанская АССР
35. Ворончихин, Всеволод Александрович, Удмуртская АССР
36. Ворошилов, Климент Ефремович, Сталинградская область
37. Выучейская, Марина Петровна, Архангельская область

## Г
1. Гаврилин, Валентин Михайлович, Сталинградская область
2. Гаврилов, Виктор Матвеевич, Марийская АССР
3. Гаврилова, Мария Васильевна, Ярославская область
4. Гайдов, Владимир Сергеевич, Москва
5. Галаншин, Константин Иванович, Пермская область
6. Галкин, Александр Иванович, Калужская область
7. Гаранова, Асият Габибуллаевна, Дагестанская АССР
8. Георгиев, Александр Васильевич, Алтайский край
9. Герасимов, Константин Михайлович, Горьковская область
10. Гладков, Михаил Иванович, Краснодарский край
11. Гладнёва, Александра Александровна, Воронежская область
12. Гладышева, Клавдия Андреевна, Читинская область
13. Глазко, Анастасия Ивановна, Красноярский край
14. Глазов, Евгений Михайлович, Калининская область
15. Гнедов, Алексей Трофимович, Смоленская область
16. Гнездилов, Харитон Никитович, Читинская область
17. Говорушкин, Василий Степанович, Рязанская область
18. Голева, Анастасия Антоновна, Пермская область
19. Голованов, Михаил Григорьевич, Оренбургская область
20. Голованова, Александра Фёдоровна, Московская область
21. Головко, Арсений Григорьевич, Хабаровский край
22. Голубев, Николай Васильевич, Брянская область
23. Голубев, Николай Иванович, Орловская область
24. Голубева, Мария Ивановна, Горьковская область
25. Гольцов, Василий Спиридонович, Тюменская область
26. Гончарова, Анна Дмитриевна, Липецкая область
27. Гопко, Анна Куприяновна, Саратовская область
28. Горбачёв, Александр Максимович, Тульская область
29. Горлов, Григорий Кириллович, Ставропольский край
30. Горохов, Андрей Фёдорович, Татарская АССР
31. Горошкин, Иван Васильевич, Тульская область
32. Горшков, Аким Васильевич, Владимирская область
33. Горшков, Иосиф Степанович, Тамбовская область
34. Горшков, Николай Васильевич, Брянская область
35. Грибачёв, Николай Матвеевич, Брянская область
36. Григорьев, Анатолий Иванович, Новгородская область
37. Григорьев, Иван Васильевич, Московская область
38. Гридин, Николай Степанович, Томская область
39. Гритчин, Николай Фёдорович, Московская область
40. Гриценко, Александр Васильевич, Иркутская область
41. Грицкевич, Анна Арсентьевна, Ленинград
42. Гришанов, Василий Максимович, Краснодарский край
43. Гришманов, Иван Александрович, Сталинградская область
44. Грищенко, Степан Фёдорович, Курская область
45. Груздев, Иван Михайлович, Липецкая область
46. Грузинов, Николай Александрович, Новгородская область
47. Грушин, Пётр Дмитриевич, Московская область
48. Губайдуллин, Ахат Шарифуллович, Татарская АССР
49. Губанков, Николай Алексеевич, Москва
50. Густов, Иван Степанович, Псковская область
51. Гындынова, Жалма, Читинская область

## Д
1. Давыдова, Евгения Николаевна, Сталинградская область
2. Давыдова, Мария Антоновна, Башкирская АССР
3. Дадонов, Фёдор Никитич, Брянская область
4. Дегтярёва, Надежда Ильинична, Курганская область
5. Дедова, Галина Леонидовна, Ростовская область
6. Демянцева, Ольга Ивановна, Московская область
7. Денисов, Георгий Яковлевич, Мурманская область
8. Денисова, София Даниловна, Брянская область
9. Деревянкин, Иван Григорьевич, Воронежская область
10. Дерюгин, Борис Иванович, Омская область
11. Джимиева, Мария Николаевна, Северо-Осетинская АССР
12. Дзанагов, Владимир Темирканович, Северо-Осетинская АССР
13. Дмитриев, Виктор Фёдорович, Воронежская область
14. Добыш, Фёдор Иванович, Смоленская область
15. Докина, Анна Андреевна, Московская область
16. Домаскин, Николай Иванович, Воронежская область
17. Дроздов, Владимир Васильевич, Красноярский край
18. Дроздова, Анастасия Ивановна, Сахалинская область
19. Дрыгин, Анатолий Семёнович, Ленинградская область
20. Дубровский, Василий Иванович, Бурятская АССР
21. Дудкин, Иван Иванович, Курская область
22. Дуркин, Игнатий Иванович, Коми АССР

## Е
1. Евдокимова, Зинаида Михайловна, Калининская область
2. Евсеев, Василий Петрович, Астраханская область
3. Евстафьева, Лидия Андреевна, Москва
4. Егоров, Александр Павлович, Ульяновская область
5. Егоров, Алексей Андреевич, Калужская область
6. Егоров, Никита Васильевич, Московская область
7. Егоров, Сергей Михайлович, Смоленская область
8. Егорова, Елизавета Ивановна, Красноярский край
9. Еленевич, Борис Петрович, Омская область
10. Еленко, Анна Тимофеевна, Псковская область
11. Ёлкин, Алексей Дмитриевич, Курганская область
12. Елсаков, Алфей Ильич, Архангельская область
13. Елютин, Вячеслав Петрович, Татарская АССР
14. Ерёмин, Николай Александрович, Сталинградская область
15. Ермаков, Василий Афанасьевич, Курганская область
16. Ермакова, Агафья Петровна, Московская область
17. Ерофеев, Владимир Иванович[прояснить], Тульская область
18. Ершов, Василий Андреевич, Москва
19. Есауленко, Константин Евгеньевич, Камчатская область
20. Ефремов, Степан Андрианович, Удмуртская АССР
21. Ефремова, Зинаида Дмитриевна, Воронежская область
22. Ештокин, Афанасий Фёдорович, Свердловская область

## Ж
1. Жаров, Борис Дмитриевич, Калининская область
2. Ждамиров, Павел Васильевич, Ростовская область
3. Жеребин, Борис Николаевич, Кемеровская область
4. Жиганов, Назиб Гаязович, Татарская АССР
5. Жигунова, Екатерина Петровна, Смоленская область
6. Жирнов, Анатолий Степанович, Московская область
7. Жолобов, Николай Дмитриевич, Пермская область
8. Жолудев, Никита Сергеевич, Иркутская область
9. Жукова, Екатерина Петровна, Московская область
10. Жукова, Мария Дмитриевна, Краснодарский край
11. Жукова, Раиса Павловна, Пензенская область
12. Журавлёв, Геннадий Александрович, Курганская область

## З
1. Завьялов, Вениамин Николаевич, Ростовская область
2. Заговельев, Александр Петрович, Кировская область
3. Загребанцева, Александра Ивановна, Кемеровская область
4. Зажигин, Николай Андреевич, Вологодская область
5. Заикин, Фёдор Дмитриевич, Челябинская область
6. Зайцева, Анна Трофимовна, Саратовская область
7. Замалиева, Амина Абзалутдиновна, Татарская АССР
8. Замирякин, Константин Александрович, Свердловская область
9. Засядько, Александр Фёдорович, Кемеровская область
10. Звягинцева, Анна Дмитриевна, Курская область
11. Зебрина, Евдокия Ивановна, Горьковская область
12. Землякова, Мария Ивановна, Пензенская область
13. Зимин, Иван Николаевич, Калининская область
14. Зиновьев, Степан Петрович, Архангельская область
15. Зиядиева, Мугмина Нурутдиновна, Татарская АССР
16. Золотов, Гаврил Никифорович, Москва
17. Золотова, Нина Яковлевна, Куйбышевская область
18. Зорин, Иван Васильевич, Оренбургская область
19. Зотов, Евгений Николаевич, Чечено-Ингушская АССР
20. Зуева, Мария Матвеевна, Омская область
21. Зырянов, Павел Иванович, Приморский край
22. Зяблова, Зоя Семёновна, Тюменская область
23. Зябрев, Аркадий Иванович, Орловская область

## И
1. Иваненко, Тимофей Самойлович, Магаданская область
2. Иванов, Василий Александрович, Ростовская область
3. Иванов, Владимир Николаевич, Амурская область
4. Иванова, Зоя Тимофеевна, Марийская АССР
5. Ивасенко, Иван Васильевич, Тюменская область
6. Ивашкин, Андрей Петрович, Мордовская АССР
7. Ивко, Григорий Григорьевич, Ростовская область
8. Игнатов, Николай Григорьевич, Краснодарский край
9. Игнатьев, Леонид Филиппович, Удмуртская АССР
10. Игрицкая, Александра Борисовна, Брянская область
11. Изина, Валентина Николаевна, Куйбышевская область
12. Изъюрова, Раиса Дмитриевна, Коми АССР
13. Илларионова, Анна Ивановна, Рязанская область
14. Ильичёв, Леонид Фёдорович, Свердловская область
15. Имаев, Саубан Сарватдинович, Башкирская АССР
16. Ипатов, Пётр Петрович, Красноярский край
17. Исаев, Сергей Фёдорович, Горьковская область
18. Исаковский, Михаил Васильевич, Смоленская область
19. Ишора, Александра Станиславовна, Псковская область

## К
1. Кавешникова, Агафья Николаевна, Воронежская область
2. Кадиева, Тамара Мустапаевна, Чечено-Ингушская АССР
3. Казаков, Пётр Яковлевич, Горьковская область
4. Казьмин, Николай Дмитриевич, Мордовская АССР
5. Кайгородова, Валентина Алексеевна, Свердловская область
6. Калабин, Павел Андреевич, Кемеровская область
7. Калабухов, Дмитрий Митрофанович, Челябинская область
8. Калабухов, Фёдор Васильевич, Ульяновская область
9. Калинина, Мария Васильевна, Московская область
10. Калугина, Надежда Ивановна, Свердловская область
11. Кальченко, Степан Власович, Кировская область
12. Камалеев, Галимзан Камалеевич, Татарская АССР
13. Каманин, Алексей Иванович, Алтайский край
14. Каменева, Елена Савельевна, Орловская область
15. Кампов-Полевой, Борис Николаевич, Пензенская область
16. Кандрёнков, Андрей Андреевич, Калужская область
17. Капитонов, Иван Васильевич, Московская область
18. Караваев, Сергей Андреевич, Тюменская область
19. Карданов, Замихшери Касимович, Ставропольский край
20. Каримов, Мустафа Сафич, Башкирская АССР
21. Карин, Андрей Семёнович, Кемеровская область
22. Карлов, Владимир Алексеевич, Калининская область
23. Карпов, Иван Егорович, Курганская область
24. Карсакова, Валентина Андреевна, Чувашская АССР
25. Катаев, Евгений Фёдорович, Коми АССР
26. Кашуба, Вера Гавриловна, Куйбышевская область
27. Кершаков, Александр Фёдорович, Москва
28. Килганов, Лиджи Карвенович, Калмыцкая АССР
29. Киле, Антонина Сергеевна, Хабаровский край
30. Кимстач, Александр Карлович, Саратовская область
31. Кириленко, Андрей Павлович, Свердловская область
32. Кириченко, Алексей Илларионович, Москва
33. Кирсанова, Нина Фёдоровна, Кемеровская область
34. Киселёв, Борис Тимофеевич, Мордовская АССР
35. Киселёв, Иван Иванович, Горьковская область
36. Киселёв, Николай Михайлович, Алтайский край
37. Киселёва, Полина Васильевна, Челябинская область
38. Кислицына, Афанасия Гавриловна, Кировская область
39. Кислякова, Мария Васильевна, Сталинградская область
40. Клепикова, Анастасия Ефимовна, Ставропольский край
41. Климантова, Валентина Ионовна, Курганская область
42. Климович, Галина Иосифовна, Красноярский край
43. Клубкова, Антонина Павловна, Вологодская область
44. Клычкова, Антонина Фёдоровна, Куйбышевская область
45. Кляпинина, Раиса Яковлевна, Башкирская АССР
46. Князьков, Юрий Васильевич, Курская область
47. Ковалёв, Иосиф Иванович, Челябинская область
48. Ковалёв, Семён Иванович, Брянская область
49. Ковалёва, Елизавета Степановна, Воронежская область
50. Ковалевская, Таисия Петровна, Ленинград
51. Коваленко, Александр Власович, Белгородская область
52. Коваленко, Георгий Ефремович, Владимирская область
53. Коваленко, Константин Иосифович, Башкирская АССР
54. Ковзиков, Михаил Гаврилович, Кемеровская область
55. Коврова, Прасковья Николаевна, Рязанская область
56. Кожевин, Владимир Григорьевич, Кемеровская область
57. Кожевников, Серафим Агапович, Костромская область
58. Кожевникова, Надежда Ивановна, Тамбовская область
59. Кожедубов, Иван Николаевич, Красноярский край
60. Кожуханцева, Евдокия Фёдоровна, Московская область
61. Козлов, Александр Леонтьевич, Тюменская область
62. Козлов, Василий Андреевич, Калининская область
63. Козлов, Фрол Романович, Ленинград
64. Козлова, Зоя Ивановна, Пермская область
65. Козлова, Ольга Прокопьевна, Архангельская область
66. Козлова, Татьяна Семёновна, Брянская область
67. Козюля, Иван Корнилович, Московская область
68. Коковихина, Диана Ивановна, Сахалинская область
69. Кокуркин, Анатолий Иванович, Свердловская область
70. Колбас, Пётр Сергеевич, Томская область
71. Колганова, Валентина Фёдоровна, Калужская область
72. Колпаков, Борис Тимофеевич, Свердловская область
73. Комаров, Владимир Николаевич, Амурская область
74. Конова, Прасковья Федотовна, Тульская область
75. Коновалов, Иван Егорович, Тамбовская область
76. Коновалов, Николай Семёнович, Калининградская область
77. Коноплёв, Борис Всеволодович, Пермская область
78. Коншин, Григорий Иванович, Архангельская область
79. Коняхин, Николай Васильевич, Кемеровская область
80. Корабельников, Михаил Дмитриевич, Чувашская АССР
81. Корепанова, Мария Владимировна, Удмуртская АССР
82. Корнеев, Василий Никифорович, Воронежская область
83. Корнилова, Клавдия Фёдоровна, Горьковская область
84. Коробка, Валентина Егоровна, Ростовская область
85. Королёв, Анатолий Алексеевич, Воронежская область
86. Королёв, Дмитрий Дмитриевич, Курская область
87. Королёва, Пелагея Кузьминична, Оренбургская область
88. Коротаев, Георгий Михайлович, Костромская область
89. Корсакова, Вера Васильевна, Новосибирская область
90. Корчагин, Владимир Никифорович, Краснодарский край
91. Корчагин, Павел Николаевич, Ивановская область
92. Коршенков, Анатолий Георгиевич, Магаданская область
93. Коряков, Владимир Хрысанович, Пермская область
94. Косарёва, Антонина Леонтьевна, Ивановская область
95. Костина, Александра Васильевна, Московская область
96. Костромитин, Борис Петрович, Ленинград
97. Косыгин, Алексей Николаевич, Ярославская область
98. Котова, Серафима Александровна, Москва
99. Кочергина, Мария Александровна, Калининская область
100. Кошевой, Пётр Кириллович, Новосибирская область
101. Кошелёв, Александр Владимирович, Горьковская область
102. Крапивин, Аристарх Иванович, Красноярский край
103. Красковская, Мария Сафроновна, Новосибирская область
104. Кратирова, Любовь Николаевна, Архангельская область
105. Крейзер, Яков Григорьевич, Читинская область
106. Крестьянинов, Василий Иванович, Москва
107. Кривов, Александр Михайлович, Краснодарский край
108. Кривошеева, Нина Петровна, Воронежская область
109. Кропачёв, Михаил Яковлевич, Пермская область
110. Круглов, Алексей Андреевич, Иркутская область
111. Крюков, Дмитрий Николаевич, Тюменская область
112. Кубраков, Иван Александрович, Тульская область
113. Кудрявцев, Александр Васильевич, Карельская АССР
114. Кудряшова, Анастасия Даниловна, Оренбургская область
115. Кузик, Леонид Иванович, Сахалинская область
116. Кузнецов, Александр Иванович, Владимирская область
117. Кузнецов, Иван Парамонович, Челябинская область
118. Кузьменых, Лидия Яковлевна, Москва
119. Кузьмин, Александр Леонидович, Новосибирская область
120. Кузьмин, Иосиф Иосифович, Горьковская область
121. Кузьмин, Николай Михайлович, Москва
122. Кузьмин, Пётр Степанович, Астраханская область
123. Кузьминский, Александр Михайлович, Вологодская область
124. Куликова, Антонина Павловна, Московская область
125. Куличенко, Леонид Сергеевич, Сталинградская область
126. Куркин, Леонид Иванович, Москва
127. Курноскина, Прасковья Григорьевна, Калужская область
128. Кутушкина, Мария Фёдоровна, Мордовская АССР
129. Кутырёв, Алексей Михайлович, Калининградская область
130. Куусинен, Отто Вильгельмович, Ленинград
131. Кучеров, Василий Максимович, Якутская АССР

## Л
1. Лабудин, Василий Николаевич, Московская область
2. Лаврентьев, Яков Петрович, Куйбышевская область
3. Лазарев, Виталий Михайлович, Московская область
4. Лапкин, Пётр Афанасьевич, военный избирательный округ
5. Ларина, Валентина Александровна, Иркутская область
6. Лариошин, Михаил Фёдорович, Приморский край
7. Лахина, Любовь Ивановна, Омская область
8. Леонов, Иван Давыдович, Ленинград
9. Леонов, Николай Сергеевич, Московская область
10. Леонтьева, Екатерина Ивановна, Горьковская область
11. Лисин, Николай Викторович, Татарская АССР
12. Лисицын, Виктор Николаевич, Куйбышевская область
13. Лисман, Евдокия Ильинична, Красноярский край
14. Литвинов, Виктор Яковлевич, Куйбышевская область
15. Лиференко, Леонид Степанович, Красноярский край
16. Лобанов, Владимир Васильевич, Сахалинская область
17. Ловейко, Иосиф Игнатьевич, Москва
18. Логинова, Зинаида Васильевна, Оренбургская область
19. Ломоносова, Ксения Максимилиановна, Москва
20. Лопатин, Пётр Филиппович, Свердловская область
21. Лопаткин, Василий Ильич, Краснодарский край
22. Лощенков, Фёдор Иванович, Новосибирская область
23. Луконина, Антонина Архиповна, Приморский край
24. Лукьянов, Иван Алексеевич, Калининская область
25. Лунёв, Константин Фёдорович, Московская область
26. Лыкова, Лидия Павловна, Смоленская область
27. Лыкова, Мария Николаевна, Краснодарский край
28. Ляпина, Лидия Андреевна, Алтайский край

## М
1. Магомедова, Манаша, Дагестанская АССР
2. Мазурин, Онуфрий Михайлович, Чечено-Ингушская АССР
3. Майоров, Михаил Максимович, Владимирская область
4. Майорова, Пелагея Андреевна, Куйбышевская область
5. Макарова, Александра Андрияновна, Иркутская область
6. Макарова, Евдокия Яковлевна, Москва
7. Максимов, Иван Иванович, Ленинградская область
8. Максимов, Карп Иванович, Новгородская область
9. Максимов, Фёдор Павлович, Курская область
10. Маландин, Герман Капитонович, военный избирательный округ
11. Малинин, Михаил Сергеевич, Челябинская область
12. Малинина, Прасковья Андреевна, Костромская область
13. Малиновский, Родион Яковлевич, Ленинград
14. Малова, Лидия Ивановна, Москва
15. Малыгин, Николай Павлович, Тульская область
16. Малышева, Вера Петровна, Чувашская АССР
17. Мамонтов, Евгений Васильевич, Челябинская область
18. Мамонтова, Александра Павловна, Алтайский край
19. Мандрик, Василий Александрович, Красноярский край
20. Мануковский, Николай Фёдорович, Воронежская область
21. Мануров, Рашид Нигматуллович, Башкирская АССР
22. Маркушевич, Алексей Иванович, Красноярский край
23. Мартьянов, Андрей Евдокимович, Оренбургская область
24. Марченко, Ефим Тимофеевич, Калининградская область
25. Матюхин, Михаил Михайлович, Алтайский край
26. Матюшкин, Дмитрий Михайлович, Краснодарский край
27. Махортова, Мария Андреевна, Кировская область
28. Маяков, Григорий Архипович, Приморский край
29. Медведев, Иван Дмитриевич, Башкирская АССР
30. Медведева, Екатерина Михайловна, Горьковская область
31. Мелентьева, Нина Фёдоровна, Горьковская область
32. Мельник, Антонина Моисеевна, Приморский край
33. Мельников, Анатолий Николаевич, Горьковская область
34. Мельниченко, Фаина Александровна, Ставропольский край
35. Мендохова, Лена Мухажировна, Кабардино-Балкарская АССР
36. Меркулов, Павел Иванович, Горьковская область
37. Механников, Илья Иванович, Красноярский край
38. Мешков, Василий Иванович, Тамбовская область
39. Мешков, Фёдор Степанович, Орловская область
40. Микоян, Анастас Иванович, Ростовская область
41. Минмухаметова, Маккия Минмухаметовна, Татарская АССР
42. Миронов, Николай Романович, Ленинградская область
43. Миронова, Нина Васильевна, Калининская область
44. Мирошникова, Валентина Григорьевна, Белгородская область
45. Мисник, Михаил Иванович, Хабаровский край
46. Михайлов, Андрей Кирьянович, Сахалинская область
47. Михайлов, Василий Михайлович, Псковская область
48. Михайлов, Евгений Григорьевич, Новгородская область
49. Мишенков, Григорий Васильевич, военный избирательный округ
50. Моисеев, Виктор Михайлович, Московская область
51. Мокринский, Василий Семёнович, Челябинская область
52. Морозов, Георгий Матвеевич, Ростовская область
53. Москвичёв, Иван Романович, Марийская АССР
54. Московский, Василий Петрович, Ставропольский край
55. Мрыхин, Дмитрий Карпович, Курганская область
56. Муравьёва, Нонна Александровна, Ивановская область
57. Мурашова, Мария Петровна, Ленинградская область
58. Мурыгина, Анастасия Андреевна, Омская область
59. Мурысев, Александр Сергеевич, Куйбышевская область
60. Мустафин, Киям Халилович, Башкирская АССР
61. Мустафина, Фатыма Хамидовна, Башкирская АССР
62. Мухитдинов, Нуритдин Акрамович, Башкирская АССР
63. Мушарапова, Элминур Адиевна, Татарская АССР
64. Мыларщиков, Владимир Павлович, Московская область

## Н
1. Надточий Михаил Фомич, Куйбышевская область
2. Назаренко, Екатерина Александровна, Алтайский край
3. Наймушин, Иван Иванович, Иркутская область
4. Наливкин, Борис Семёнович, Астраханская область
5. Нартахова, Мария Дмитриевна, Якутская АССР
6. Нартова, Серафима Васильевна, Московская область
7. Натальин, Михаил Иванович, Оренбургская область
8. Наумова, Ольга Яковлевна, Ленинград
9. Неверов, Николай Васильевич, Алтайский край
10. Некрасов, Валентин Иванович, Челябинская область
11. Нелидина, Валентина Алексеевна, Ростовская область
12. Непшекуев, Сагид Тагирович, Краснодарский край
13. Нестеренко, Людмила Тимофеевна, Приморский край
14. Нещадимов, Константин Дометьевич, Кемеровская область
15. Нибога, Нина Гавриловна, Саратовская область
16. Низамова, Фария Ялалетдиновна, Башкирская АССР
17. Николаев, Александр Михайлович, Московская область
18. Николаев, Степан Герасимович, Мордовская АССР
19. Николаева, Зинаида Григорьевна, Мурманская область
20. Николаева, Татьяна Николаевна, Ивановская область
21. Никольский, Иннокентий Михайлович, Пермская область
22. Никольский, Николай Парфирьевич, Новосибирская область
23. Новиков, Анатолий Григорьевич, Рязанская область
24. Новиков, Владимир Николаевич, Башкирская АССР
25. Новиков, Константин Александрович, Архангельская область
26. Новикова, Мария Прохоровна, Ульяновская область
27. Новосёлов, Николай Георгиевич, Читинская область
28. Носов, Георгий Андреевич, Пензенская область
29. Нужин, Михаил Тихонович, Татарская АССР

## О
1. Обушев, Николай Григорьевич, Ленинград
2. Одарченко, Мария Фёдоровна, Ростовская область
3. Окунев, Иван Васильевич, Свердловская область
4. Омаров, Магомед Омарович, Дагестанская АССР
5. Органов, Николай Николаевич, Оренбургская область
6. Орлов, Георгий Михайлович[уточнить], Кировская область
7. Орлов, Михаил Леонидович, Ярославская область
8. Орлов, Сергей Дмитриевич, Москва
9. Осинцева, Ираида Фёдоровна, Свердловская область
10. Острогский, Лев Леонидович, Калининская область

## П
1. Пабуев, Михаил Васильевич, Карельская АССР
2. Павлов, Владимир Николаевич[прояснить], Ярославская область
3. Павлов, Геннадий Николаевич, Калининская область
4. Павлов, Дмитрий Васильевич, Саратовская область
5. Павлов, Сергей Павлович, Ленинградская область
6. Павловская, Марфа Афанасьевна, Краснодарский край
7. Палилов, Александр Иванович, Башкирская АССР
8. Пальцева, Анна Михайловна, Тамбовская область
9. Панкратов, Александр Семёнович, Московская область
10. Панфёрова, Екатерина Семёновна, Кемеровская область
11. Панькин, Иван Степанович, Сталинградская область
12. Парилов, Николай Михайлович, Ивановская область
13. Пасхин, Василий Петрович, Вологодская область
14. Патров, Николай Сергеевич, Иркутская область
15. Пахомов, Николай Иванович, Рязанская область
16. Пахомов, Семён Иосифович, Читинская область
17. Пашкин, Николай Семёнович, Липецкая область
18. Пащенко, Варвара Ивановна, Курская область
19. Пегов, Анатолий Михайлович, Москва
20. Первенцев, Аркадий Алексеевич, Краснодарский край
21. Першаков, Николай Семёнович, Вологодская область
22. Петровский, Иван Георгиевич, Москва
23. Печникова, Елизавета Даниловна, Московская область
24. Пивоваров, Валентин Васильевич, Татарская АССР
25. Пичкуров, Алексей Терентьевич, Свердловская область
26. Пищулин, Виктор Иванович, Пензенская область
27. Плотников, Николай Константинович, Приморский край
28. Плясунова, Таисия Аркадьевна, Тульская область
29. Погодин, Михаил Андреевич, Куйбышевская область
30. Подорожный, Василий Иванович, Хабаровский край
31. Позднякова, Евдокия Степановна, Калининская область
32. Политиков, Василий Васильевич, Свердловская область
33. Полубояров, Павел Павлович, Башкирская АССР
34. Полянский, Дмитрий Степанович, Челябинская область
35. Пономарёва, Надежда Никифоровна, Краснодарский край
36. Попов, Алексей Иванович, Смоленская область
37. Попов, Георгий Иванович, Ленинград
38. Попов, Дмитрий Петрович, Ставропольский край
39. Попов, Константин Степанович, Белгородская область
40. Портнова, Ольга Михайловна, Ростовская область
41. Поспелов, Пётр Николаевич, Белгородская область
42. Потехин, Владимир Валентинович, военный избирательный округ
43. Праведнов, Виктор Фёдорович, Ульяновская область
44. Праздников, Александр Павлович, Саратовская область
45. Преснякова, Нина Владимировна, Ивановская область
46. Привалова, Капитолина Ивановна, Карельская АССР
47. Прозоров, Пётр Алексеевич, Кировская область
48. Прокофьев, Алексей Макарович, Смоленская область
49. Проскурин, Алексей Дмитриевич, Горьковская область
50. Прохоров, Василий Ильич, Горьковская область
51. Прохоров, Иван Ильич, Горьковская область
52. Прошунин, Николай Эммануилович, Омская область
53. Пруцаков, Иван Алексеевич, Ростовская область
54. Прушинский, Яков Андреевич, Псковская область
55. Пузиков, Сергей Тимофеевич, Ростовская область
56. Пустовалов, Иван Степанович, Московская область
57. Пучков, Степан Васильевич, Тамбовская область
58. Пысина, Александра Григорьевна, Кировская область
59. Пяташова, Наталья Романовна, Белгородская область

## Р
1. Рагозин, Евгений Константинович, Москва
2. Радина, Вера Фёдоровна, Саратовская область
3. Разумов, Евгений Зотович, Кемеровская область
4. Разумовский, Иван Иванович, Горьковская область
5. Раков, Михаил Андреевич, Ставропольский край
6. Рассолова, Матрёна Наумовна, Новосибирская область
7. Рачковский, Леонид Иванович, Иркутская область
8. Ревенко, Иван Иванович, Краснодарский край
9. Резников, Вадим Федотович, Краснодарский край
10. Репина, Алевтина Павловна, Ярославская область
11. Репина, Мария Александровна, Вологодская область
12. Родионов, Алексей Алексеевич, Омская область
13. Родыгина, Нина Степановна, Удмуртская АССР
14. Рождественский, Николай Александрович, Омская область
15. Рожнева, Мария Ивановна, Московская область
16. Ронжин, Андрей Миронович, Кировская область
17. Россихин, Николай Сергеевич, Москва
18. Ростовцева, Капитолина Андреевна, Краснодарский край
19. Рубичев, Анатолий Тимофеевич, Псковская область
20. Руденко, Иван Романович, Белгородская область
21. Руденко, Сергей Игнатьевич, Московская область
22. Русанов, Николай Петрович, Орловская область
23. Руссак, Борис Васильевич, Челябинская область
24. Рыбина, Клавдия Игнатьевна, Свердловская область
25. Рыжавина, Мария Алексеевна, Рязанская область
26. Рыженкова, Мария Семёновна, Калининградская область
27. Рябиков, Василий Михайлович, Свердловская область
28. Ряпосов, Иван Иосифович, Пермская область

## С
1. Савченко, Аполлон Андреевич, Коми АССР
2. Сазонов, Василий Ильич, Иркутская область
3. Саламатова, Александра Фоминична, Кировская область
4. Самойлова, Лидия Григорьевна, Ростовская область
5. Санникова, Анна Фёдоровна, Саратовская область
6. Сартаков, Сергей Венедиктович, Читинская область
7. Сафронова, Мария Кузьминична, Ленинградская область
8. Сафутин, Павел Александрович, Свердловская область
9. Седов, Юрий Владимирович, Пензенская область
10. Семакин, Тимофей Петрович, Кировская область
11. Семёнова, Нина Дмитриевна, Свердловская область
12. Сёмин, Иван Андреевич, Рязанская область
13. Сентюрина, Галина Николаевна, Пензенская область
14. Сенькин, Иван Ильич, Карельская АССР
15. Сергеев, Павел Филиппович, Липецкая область
16. Сергеева, Анастасия Максимовна, Пермская область
17. Серёгин, Иван Михайлович, Ульяновская область
18. Серов, Владимир Александрович, Москва
19. Сивакова, Лидия Андреевна, Смоленская область
20. Сигаева, Анна Ивановна, Курская область
21. Симонова, Надежда Ивановна, Ленинград
22. Синявина, Тамара Игнатьевна, Башкирская АССР
23. Скачков, Василий Фёдорович, Свердловская область
24. Скворцова, Вера Петровна, Ленинград
25. Скобелкина, Ефросинья Дмитриевна, Башкирская АССР
26. Скрипко, Августа Михайловна, Алтайский край
27. Слайковский, Захар Филиппович, Калининградская область
28. Слепухин, Анатолий Андреевич, Ленинградская область
29. Слюнин, Василий Тихонович, Орловская область
30. Смирнов, Александр Иванович, Читинская область
31. Смирнов, Александр Николаевич, Ивановская область
32. Смирнова, Ида Николаевна, Вологодская область
33. Смолина, Елена Борисовна, Мордовская АССР
34. Смуров, Леонид Васильевич, Ярославская область
35. Соколов, Алексей Ефимович, Горьковская область
36. Соколов, Никита Григорьевич, Омская область
37. Соколова, Александра Михайловна, Костромская область
38. Соколова, Нина Александровна, Ярославская область
39. Сопин, Фёдор Петрович, Ленинград
40. Сосков, Филипп Платонович, Московская область
41. Стариков, Фёдор Иванович, Владимирская область
42. Старостина, Мария Михайловна, Ульяновская область
43. Старцев, Александр Иванович, Удмуртская АССР
44. Стаханов, Николай Павлович, Воронежская область
45. Степаненко, Григорий Фёдорович, Краснодарский край
46. Страшнова, Анна Степановна, Московская область
47. Струев, Александр Иванович, Красноярский край
48. Субботин, Михаил Иванович, Пермская область
49. Субботина, Антонина Павловна, Ставропольский край
50. Суворова, Лидия Александровна, Ленинград
51. Судец, Владимир Александрович, Кемеровская область
52. Судовых, Мария Андриановна, Рязанская область
53. Суетин, Михаил Сергеевич, Красноярский край
54. Сурин, Пётр Васильевич, Тамбовская область
55. Суров, Илья Иосифович, Липецкая область
56. Суслов, Михаил Андреевич, Куйбышевская область
57. Сухарев, Иван Иванович, Тамбовская область
58. Сычёв, Иван Фёдорович, Саратовская область

## Т
1. Табалова, Прасковья Михайловна, Смоленская область
2. Таврат, Николай Иванович, Якутская АССР
3. Такаев, Нурлыгаян Такаевич, Башкирская АССР
4. Талалаева, Антонина Степановна, Татарская АССР
5. Таланов, Иван Алексеевич, Калужская область
6. Тамахина, Анна Михайловна, Тамбовская область
7. Таран, Андрей Филиппович, Мурманская область
8. Тарасов, Михаил Петрович, Пермская область
9. Тарасова, Мария Ивановна, Новгородская область
10. Твардовский, Александр Трифонович, Ярославская область
11. Терентьев, Леонид Леонидович, Пензенская область
12. Терентьева, Зинаида Кирилловна, Омская область
13. Терехов, Пётр Степанович, Владимирская область
14. Терещенко, Яков Филимонович, Кировская область
15. Терских, Елена Ивановна, Свердловская область
16. Тимофеев, Николай Владимирович, Костромская область
17. Тинькова, Нина Игнатьевна, Тамбовская область
18. Титов, Владимир Константинович, Марийская АССР
19. Тихомиров, Сергей Семёнович, Москва
20. Тихонова, Ольга Ивановна, Пермская область
21. Тищенко, Владимир Иосифович, Калининская область
22. Толстиков, Василий Сергеевич, Ленинград
23. Толубко, Владимир Фёдорович, военный избирательный округ
24. Топильская, Варвара Семёновна, Липецкая область
25. Топчиев, Александр Васильевич, Московская область
26. Тотьмянин, Иван Михайлович, Пермская область
27. Трещёв, Виктор Спиридонович, Алтайский край
28. Тризно, Фёдор Иванович, Московская область
29. Трофимов, Александр Степанович, Чечено-Ингушская АССР
30. Труфанов, Михаил Васильевич, Курская область
31. Тунаков, Павел Дмитриевич, Татарская АССР
32. Турантаев, Владимир Владимирович, Сахалинская область
33. Турундяк, Софья Яковлевна, Пензенская область

## У
1. Ульянов, Алексей Иванович, Калужская область
2. Ульянов, Алексей Фёдорович, Саратовская область
3. Урубко, Екатерина Емельяновна, Оренбургская область
4. Усманова, Гайша Айвазовна, Астраханская область
5. Усольцев, Михаил Фёдорович, Новосибирская область
6. Устинов, Дмитрий Фёдорович, Пермская область
7. Ушакова, Елизавета Ивановна, Московская область
8. Уянаев, Чомай Баталович, Кабардино-Балкарская АССР

## Ф
1. Фадеев, Иван Иванович, Алтайский край
2. Фадейкина, Екатерина Андреевна, Тульская область
3. Фасеев, Камиль Фатыхович, Татарская АССР
4. Федин, Константин Александрович, Москва
5. Федин, Николай Ермолаевич, Горьковская область
6. Фёдоров, Александр Фёдорович, Ленинградская область
7. Фёдоров, Архип Дмитриевич, Мурманская область
8. Фёдоров, Октябрь Васильевич, Воронежская область
9. Федосимова, Зоя Ивановна, Горьковская область
10. Феофанова, Антонина Сергеевна, Амурская область
11. Фетисов, Иван Иванович, Ярославская область
12. Филатов, Иван Тимофеевич, Кировская область
13. Филиппов, Александр Данилович, Красноярский край
14. Фокин, Виталий Алексеевич, Приморский край
15. Фомин, Алексей Степанович, Камчатская область
16. Фурцева, Екатерина Алексеевна, Москва

## Х
1. Хамидуллин, Идият Халилович, Татарская АССР
2. Харитонова, Зоя Фёдоровна, Пермская область
3. Хвостова, Анастасия Осиповна, Башкирская АССР
4. Химич, Георгий Лукич, Свердловская область
5. Хитров, Степан Дмитриевич, Воронежская область
6. Хохлов, Михаил Максимович, Курская область
7. Хренников, Тихон Николаевич, Новгородская область
8. Хрещик, Антонина Лукьяновна, Краснодарский край
9. Хрипункова, Аграфена Ивановна, Сталинградская область
10. Христианович, Сергей Алексеевич, Новосибирская область
11. Хрущёв, Никита Сергеевич, Москва
12. Хубаев, Геннадий Александрович, Кабардино-Балкарская АССР
13. Худышкина, Татьяна Ивановна, Челябинская область
14. Хузангай, Пётр Петрович, Чувашская АССР

## Ц
1. Царёв, Николай Пантелеевич, военный избирательный округ
2. Царегородцев, Александр Иванович, Свердловская область
3. Цебенко, Василий Константинович, Ленинград
4. Цыремпилон, Доржи Цыремпилович, Бурятская АССР

## Ч
1. Чабаненко, Андрей Трофимович, Мурманская область
2. Чабанов, Фёдор Васильевич, Алтайский край
3. Чачин, Кирилл Фёдорович, Рязанская область
4. Чеботаревский, Виктор Иванович, Саратовская область
5. Челнокова, Анна Митрофановна, Воронежская область
6. Чемоданов, Николай Павлович, Кировская область
7. Черенков, Алексей Васильевич, Башкирская АССР
8. Чёрный, Алексей Клементьевич, Хабаровский край
9. Чёрный, Василий Ильич, Северо-Осетинская АССР
10. Чернышёва, Елизавета Арсентьевна, Ивановская область
11. Чернышкова, Елена Яковлевна, Алтайский край
12. Чистякова, Вера Александровна, Свердловская область
13. Чмутов, Николай Иванович, Сталинградская область
14. Чувашева, Наталья Петровна, Удмуртская АССР
15. Чугунова, Татьяна Георгиевна, Орловская область
16. Чуканов, Олимп Алексеевич, Тульская область
17. Чуксеев, Яков Корнеевич, Тульская область
18. Чураев, Виктор Михайлович, Владимирская область
19. Чурин, Александр Иванович, Челябинская область

## Ш
1. Шабала, Лидия Павловна, Саратовская область
2. Шадрина, Галина Петровна, Красноярский край
3. Шамхалов, Шахрудин Магомедович, Дагестанская АССР
4. Шамшурина, Нина Григорьевна, Удмуртская АССР
5. Шаповалов, Владимир Семёнович, Кемеровская область
6. Шапошников, Алексей Александрович, Астраханская область
7. Шапуров, Сергей Иванович, Курская область
8. Шарова, Мария Дмитриевна, Липецкая область
9. Шаталин, Григорий Иванович, Кировская область
10. Шатилов, Сергей Савельевич, Алтайский край
11. Шатрова-Казанкова, Елена Митрофановна, Москва
12. Шашков, Зосима Алексеевич, Вологодская область
13. Шверник, Николай Михайлович, Московская область
14. Шевцов, Александр Григорьевич, военный избирательный округ
15. Шевцов, Павел Семёнович, Ростовская область
16. Шелемова, Людмила Петровна, Ставропольский край
17. Шелешнёв, Виктор Михайлович, Тульская область
18. Шеломенцев, Григорий Сергеевич, Челябинская область
19. Шемякин, Николай Иванович, Читинская область
20. Шибаев, Алексей Иванович, Саратовская область
21. Шилкина, Наталья Фёдоровна, Рязанская область
22. Шилова, Анна Федотовна, Хабаровский край
23. Шипило, Юлия Емельяновна, Краснодарский край
24. Шишов, Александр Семёнович, Хабаровский край
25. Шмакова, Мария Николаевна, Свердловская область
26. Шостакович, Дмитрий Дмитриевич, Ленинград
27. Шульгин, Василий Григорьевич, Бурятская АССР
28. Шумилов, Василий Тимофеевич, Ленинградская область
29. Шуплецов, Леонид Матвеевич, Кемеровская область
30. Шураева, Евгения Ивановна, Горьковская область
31. Шурыгин, Виктор Александрович, Оренбургская область

## Щ
1. Щегрова, Марина Илларионовна, Краснодарский край
2. Щербенко, Николай Иванович, Брянская область
3. Щербина, Борис Евдокимович, Иркутская область
4. Щербинин, Алексей Савельевич, Белгородская область

## Э
1. Эктов, Афанасий Сидорович, Краснодарский край

## Ю
1. Юдина, Лидия Ивановна, Ульяновская область
2. Юдина, Татьяна Фёдоровна, Владимирская область
3. Южаков, Иван Иванович, Иркутская область
4. Южилкина, Мария Ефимовна, Ленинградская область
5. Юрин, Семён Ермолаевич, Новосибирская область
6. Юркин, Тихон Александрович, Новосибирская область
7. Юров, Александр Филиппович, Белгородская область

## Я
1. Яковлев, Константин Константинович, Брянская область
2. Яковлев, Михаил Данилович, Саратовская область
3. Яковлев, Николай Дмитриевич, военный избирательный округ
4. Яковлев, Степан Яковлевич, Чувашская АССР
5. Яковлева, Мария Ильинична, Кемеровская область
6. Якубовский, Иван Игнатьевич, военный избирательный округ
7. Янгиров, Марван Янгирович, Башкирская АССР
8. Ярова, Анна Ивановна, Тульская область
9. Яснов, Михаил Алексеевич, Татарская АССР